# Velvet Sky
Jamie Szantyr (* 2. června 1981) je americká profesionální wrestlerka nejlépe známa pro svoje působení v Total Nonstop Action (TNA) pod ringovým jménem Velvet Sky. Je bývalá TNA Women's Knockout šampionka a TNA Knockout Tag Team šampionka se svou partnerkou z The Beautiful People, Madison Rayne a Lacey Von Erich. Mimo TNA je známa jako Talia Madison a Miss Talia.

## Profesionální wrestlingová kariéra

### Dočasná kariéra
Předtím než debutovala, byla Jamie trénována Jasonem Knightem a Kevinem Landry v House of Pain Pro-Wrestling. Po dokončení příprav začala pracovat jako manažerka a wrestlerka v nezávislém okruhu pod jmény Miss Talia, Talia Doll a Talia Madison. Zde si vytvořila známý tým T&A společně s April Hunter. Svůj první zápas o titul získala během svého působení v World Xtreme Wrestling o WXW titul a to po vítězství v Battle Royal 29. května 2004.

Také v roce 2005 a 2006 udělala několik zápasů v World Wrestling Entertainment. 24. února 2005 se objevila v epizodě WWE SmackDown. Na show WWE Heat porazila Victorii. V roce 2007 se účastnila i soutěže Diva Search ale byla vyřazena jako osmá. 

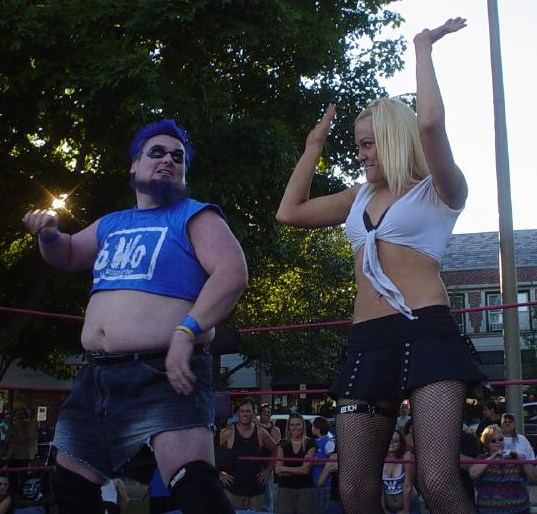
Talia Madison (vpravo) a The Blue Meanie v září 2005

Jako Talia Madison držela Defiant Pro Wrestling ženský titul který získala 8. dubna 2006 poté, co porazila Alere Little Feather a Nikki Roxx v třícestném utkání. Později toho roku debutovala v MXW a porazila Alere Little Feather v Brass City Battle. Také zápasila pro Extreme Wrestling jako Talia Madison kde měla hodně tag týmových zápasů. Titul získala s týmem The Simple Girls/The Madison Sisters se svou sestrou (pouze v části příběhu) Nikki Madison. Držela i světový ženský WEW titul (jako Talia Madison) když porazila 5. května 2007 Angel Orsini.

### Total Nonstop Action

#### Debut (2007)
Když Total Nonstop Action (TNA) oznámilo jejich účast žen v roce 2007 používala Jamie svoje ringové jméno Talia Madison a byla vyhlášena jako jedna z deseti wrestlerek při korunování první TNA Knockout šampionky na pay-per-view show Bound for Glory. Před touto show udělala svůj debut 5. října v epizodě TNA Today a 11. října na TNA Impact! kde stála u ringu při debutovém utkání Amazing Kong spolu s dalšími wrestlery. Týdny po tomto zápasu si změnila ringové jméno na Velvet Sky.

#### The Beautiful People (2007–2011)
V prosinci se Velvet spojila s Angelina Love a pojmenovaly svůj tým "Velvet Love Entertaiment", později "The Beautiful People". Poté, co porazili ODB a Roxxi Laveaux se Angelina a Velvet pomocí Gail Kim utkaly proti Awesome Kong. 6. prosince jí pomocí Gail opět porazili.

13. března Velvet a Angelina napadly Roxxi Laveaux a později ten samý večer i Gail Kim což znamenalo že se staly heel (záporný wrestler). Na show Lockdown se účastnil vůbec první zápas Queen of the Cage který vyhrála Laveaux a odpinovala Angelinu uvnitř klece. Angelina i Velvet se účastnily Royal-Ladder zápasu který vyhrála Gail Kim. Prohra toho zápasu znamenala, že si dotyčný musel oholit hlavu což měla udělat Angelina. Beautiful People udělali ale takový trik, že si na hlavu dali jen sáčky. Později museli být Beautiful People odstraněni z rosteru TNA kvůli zranění které utrpěli v nezávislém okruhu. 17. července v epizodě Impact! vyhrála Velvet svůj první Knockout titul ale následující týden ho zase ztratila a získala ho Taylor Wilde. 

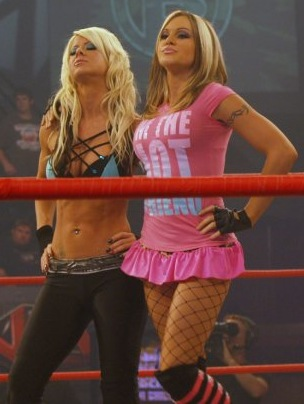
Angelina Love a Velvet Sky jako Beautiful People

The Beautiful People se spojili s Cute Kip který se stal známý jako jejich "módní návrhář". Na show "Bound for Glory IV" se Beautiful People a Cute Kip utkali s ODB, Rhaka Khan a Rhino - zápas ale prohráli. V březnu 2009 získal tým nového člena - Madison Rayne a to mezitím, co byl Cute Kip z TNA propuštěn. Velvet společně s Angelinou porazili Awesome Kong a Taylor Wilde což pomohlo Angelině získat titul. Velvet jí také pomohla na show Slammiversary v zápasu proti Taře tím, že jí stříkala lak na vlasy do očí. Na show Hard Justice Velvet s Angelinou měly zápas proti ODB a Cody Deaner. Tyto dvě byly ale pro Beautiful People moc velký oříšek a Cody Velvet odpinovala a tak Angelina ztratila svůj titul.

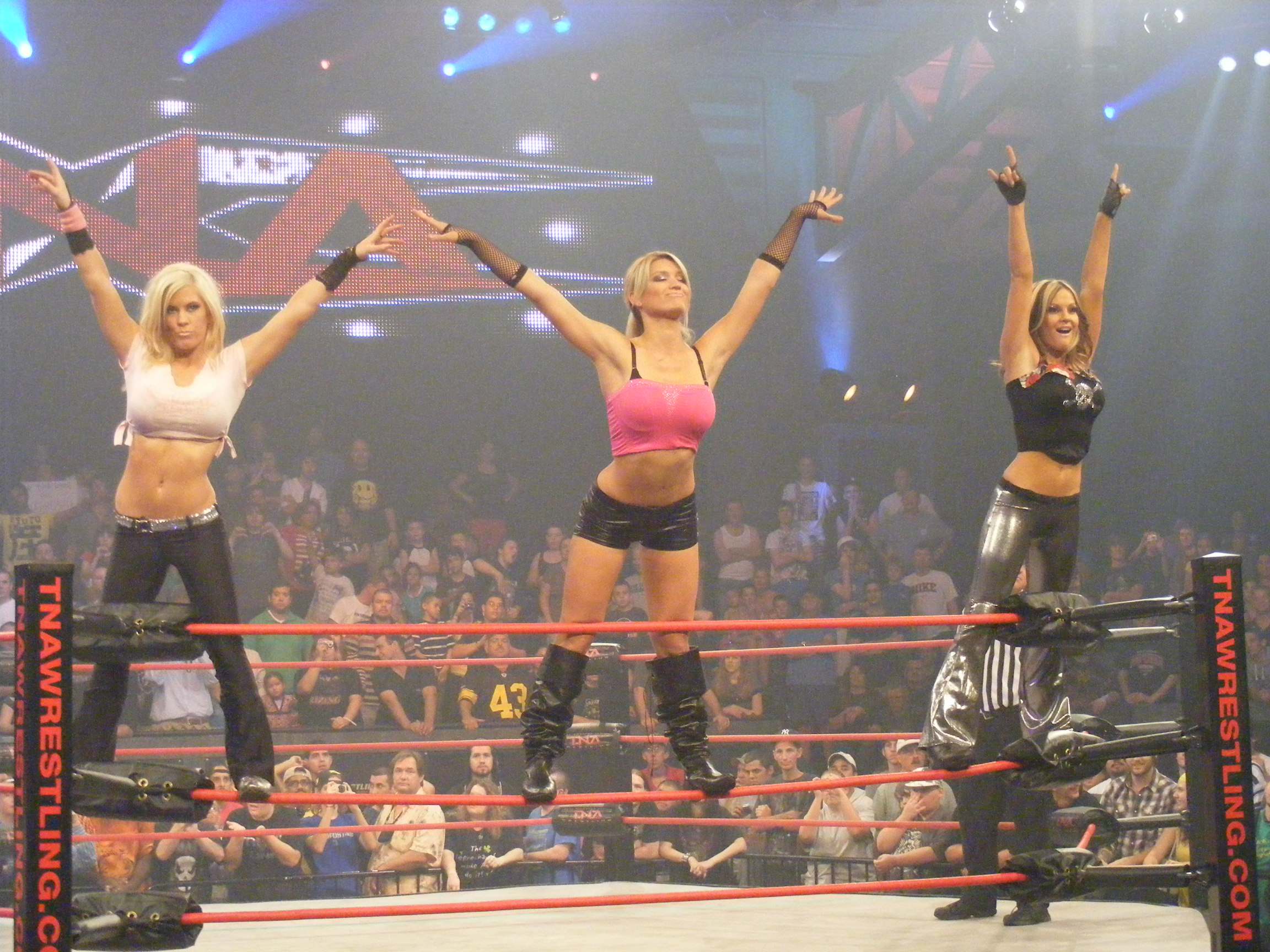
Velvet Sky pózuje s kolegy z Beautiful People

Po této ztrátě byla Madison Rayne z Beautiful People vyloučena a slibovala jim pomstu tím, že nezískají Tag Team tituly. Poslední ze čtyř zápasů se The Beautiful People utkaly proti Madison Rayne a tajemnému partnerovi. Tato záhadná partnerka byla nakonec Roxxi což bylo součástí jejího návratu do TNA. Nicméně, The Beautiful People zápas vyhrály a postoupily blíž k titulu.

Vzhledem k tomu, že byl zápas nahraný byla Angelina z TNA propuštěna kvůli vypršení kontraktu. V její poslední TNA Impact epizodě měla tag teamový zápas s Velvet proti Taře a Christy Hemme který vyhrály. 27. června 2010 řekla Velvet Sky, že si s TNA smlouvu prodloužila. 

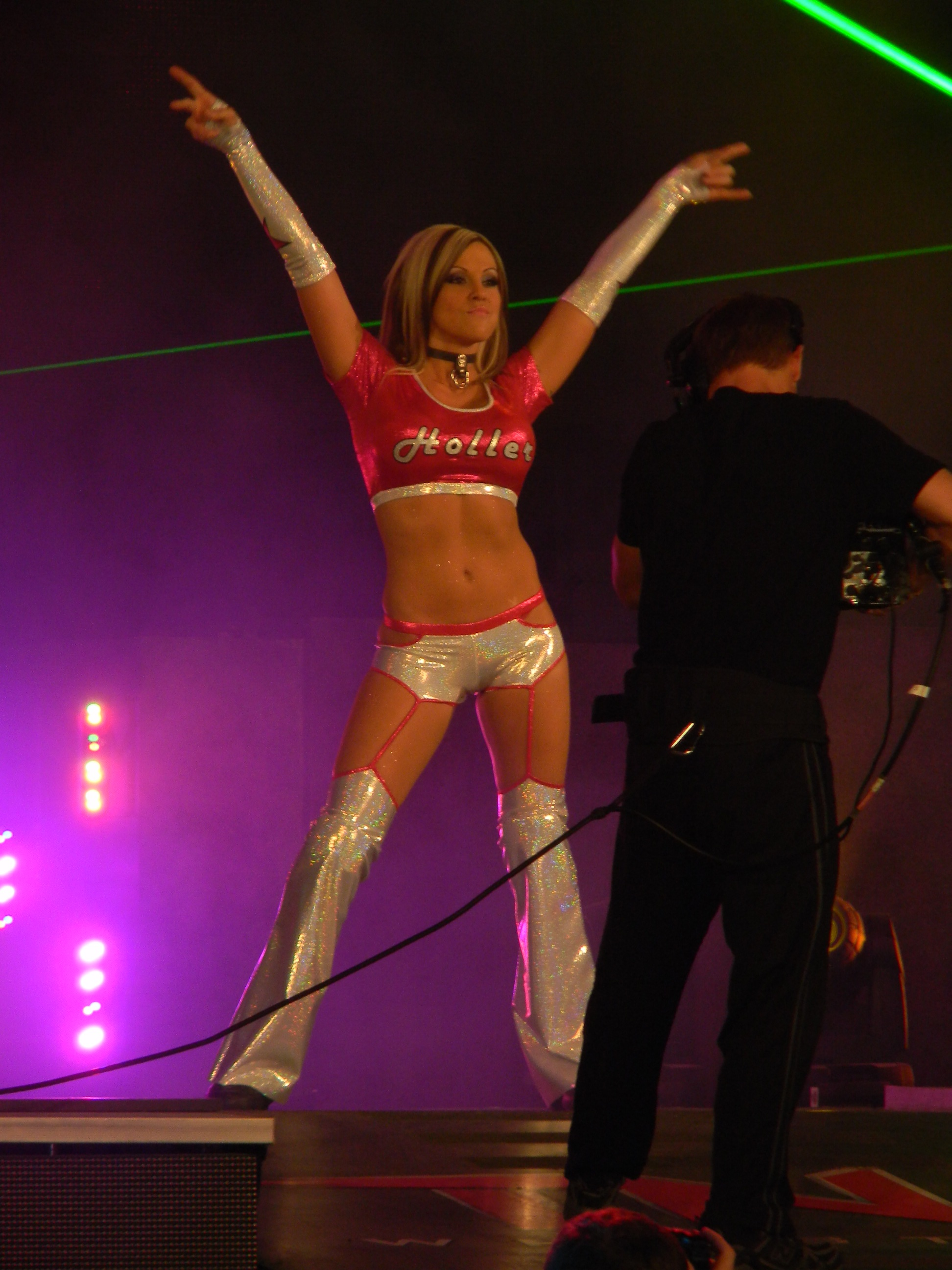
Velvet v lednu 2011

#### Dvojí konkurence; Ženská Knockout šampionka (2011-2012)
28. dubna v epizodě Impact! porazila v zápase Angelina Love Velvet Sky. Tím začal jejich feud. Tento spor zdánlivě skončil 7. července. V červenci získala Velvet šanci na získání titulu v zápase proti šampionce Mickie James. Tento zápas se ale neuskutečnil protože byla Mickie předtím napadela Angelinou a Winter. Když se Velvet snažila dostat do bezpečí, byla zastavena vracející se ODB a Traci Brooks.
Dne 15. září porazila Velvet Angelinu v čtyřcestném zápasu k titulu na show Bound of Glory a o měsíc později se Velvet titul podařilo získat. Porazila Winter, Madison Rayne i Mickie James když jako rozhodčí nastoupila Traci Brooks. 20. října udělala proslov, kde děkovala svým fanouškům za podporu, během toho ale byla napadena vracející se Gail Kim. Gail Kim si od ní později vyhrála i titul. Tím skončila Velvetino 28 denní panování. Po vypršení kontraktu 24. června TNA opustila.

### Asistencia Asesoría y Administración (2011)
18. června 2011 debutovala Velvet Sky v mexické společnosti Asistencia Asesoría y Administración a to na show TripleManía XIX kde se spojila s Angelinou Love, Mickie James a Sexy Star k poražení Cynthia Moreno, Faby Apache, Lolity a Mari Apache. Na tomto zápase se ale Velvet zranila a byla suspendována. Dne 8. září tato organizace oznámila že Velvet se vrátí na show Héroes Inmortales. Na této show měla tag teamový zápas s Jennifer Blake a Sexy Star proti Jennifer Blake, Faby Apache a Mari Apache.

## Osobní život
Na sportovní škole se Jamie věnovala roztleskávání, softballu, cross-country a fotbalu. Dříve byla ve vztahu s bývalou WWE superstar Gregorym Helmsem. V současné době randí se svým kolegou z TNA, Joshua Harter, lépe známým jako Chris Sabin.

## Ostatní media
Spolu s A.J. Styles, Taylor Wilde a Angelinou Love vystupovala v show MTV, Made. 24. ledna 2009 se objevila jako soccerette na britském fotbalovém mistrovství. 
Objevila se v šesté sezoně americké show Impractical Jokers.

## Ve wrestlingu

### Zakončovací chvaty

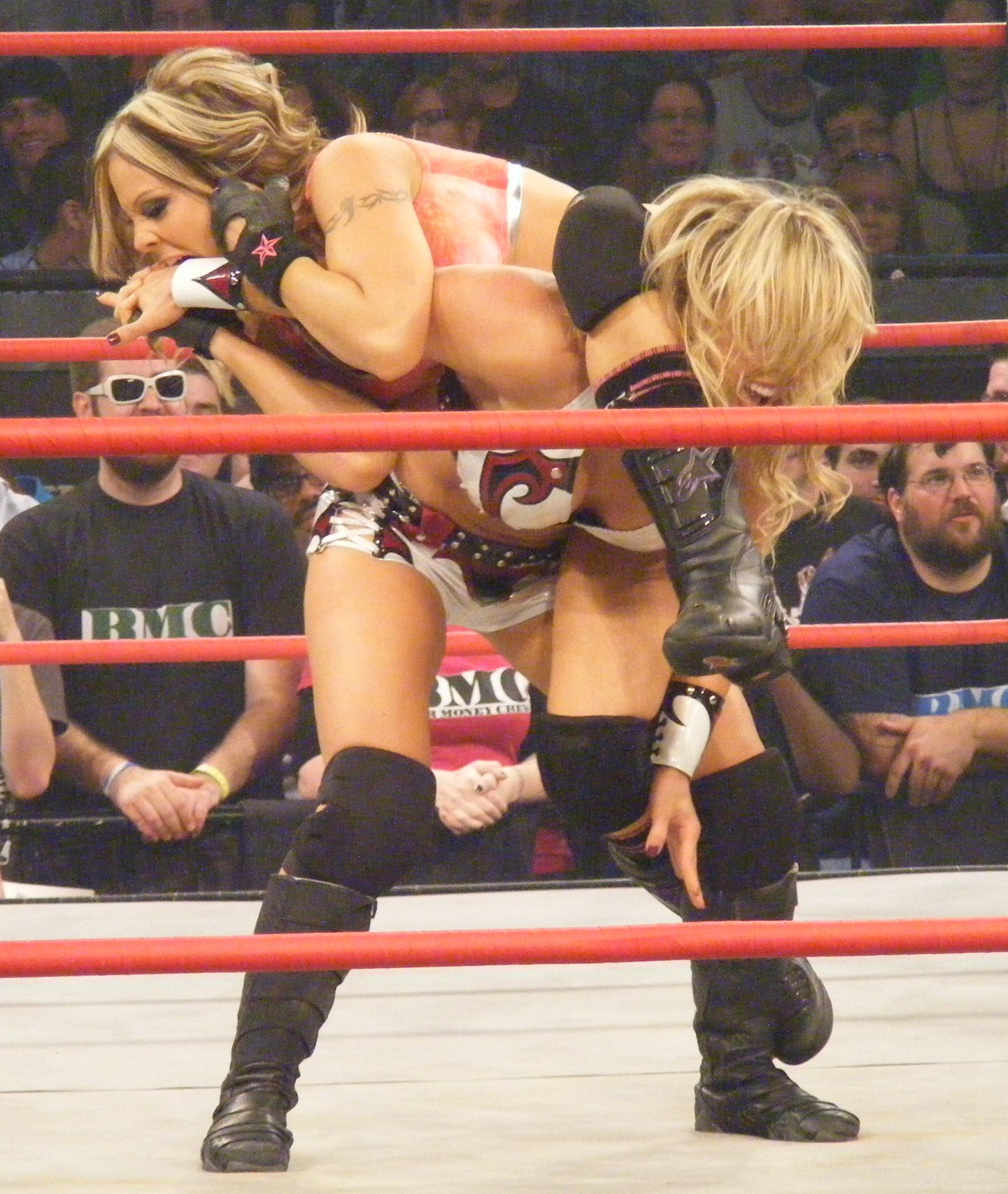
Velvet používá svůj chvat na Taylor Wilde

- Beauty Mark - 2009
- Beauty-T - 2010-současnost
- In Yo' Face! - 2011-současnost
- Skyliner - 2010 Velvet používá svůj chvat na Taylor Wilde

### Jako manažerka
- The Brain Surgeons
- Simon Diamond
- Romeo Roselli
- Matt Striker
- John Walters
- Alere Little Feather
- Jason Knight
- Angelina Love
- Cute Kip
- Madison Rayne

### Theme songy
- "Goodies" od Ciara
- "Just a Lil Bit" od 50 Cent
- "I'm About to Freak" od Dale Oliver
- "Angel On My Shoulder" od Dale Oliver (současnost) Velvet Sky jako Tag Team šampionka

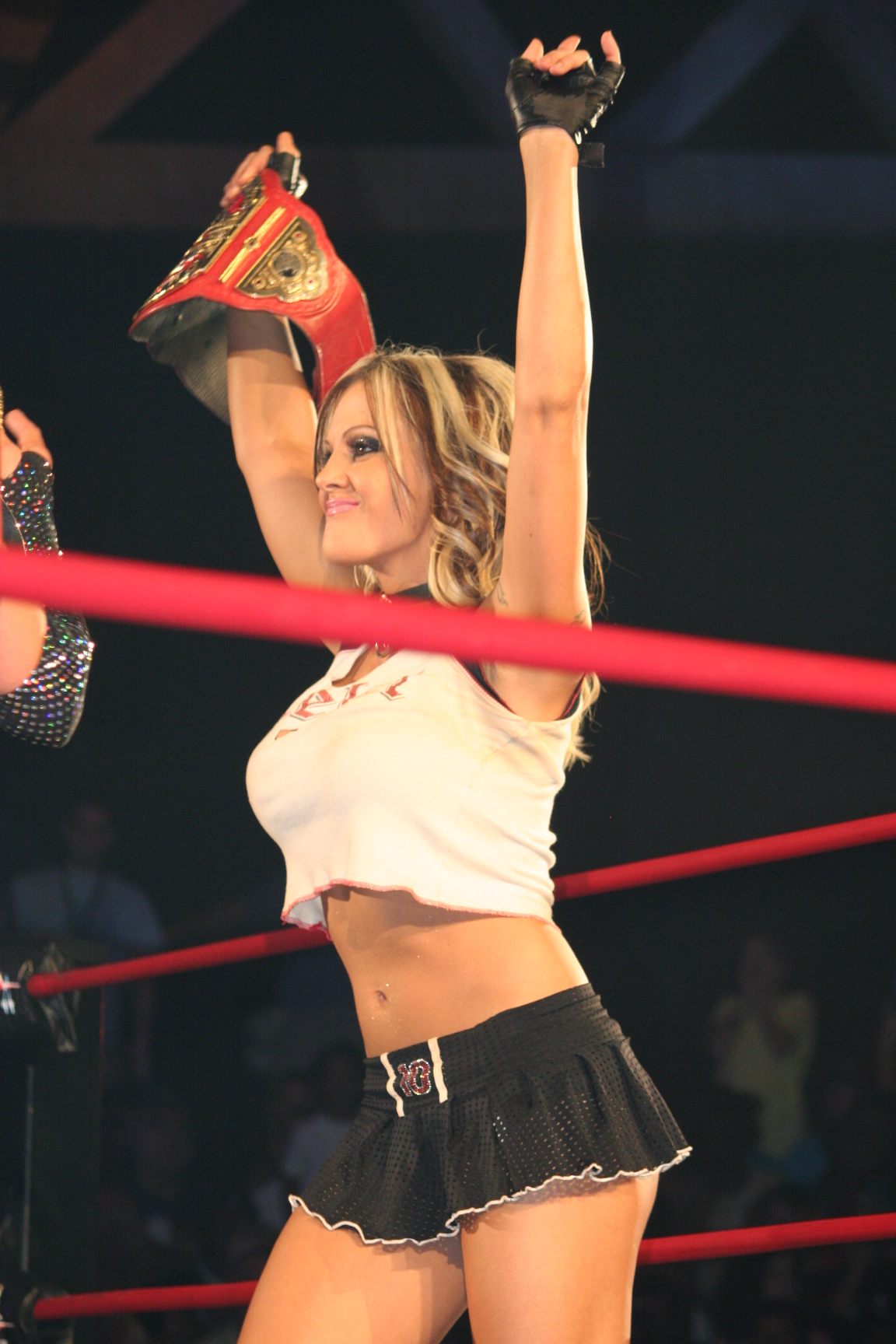
Velvet Sky jako Tag Team šampionka